# Kato Daishi
Daishi Kato (sinh ngày 26 tháng 7 năm 1983) là một cầu thủ bóng đá người Nhật Bản.

## Sự nghiệp câu lạc bộ
Daishi Kato đã từng chơi cho Shonan Bellmare, Kyoto Sanga FC và Yokohama FC.